# الشغب (الأقصر)
قرية الشغب هي إحدى القرى التابعة لمركز إسنا في محافظة الأقصر في جمهورية مصر العربية. حسب إحصاءات سنة 2006، بلغ إجمالي السكان في الشغب 11528 نسمة، منهم 5779 رجل و5749 امرأة.